# 金大陆
金大陆（1949年12月—），出生于上海，文革中曾作为知识青年上山下乡，文革结束后，毕业于上海师范大学，曾当高中历史教师，后调入上海青年管理干部学院，1996年被任命为《上海青年志》主编，后调入上海社会科学院，现为上海社会科学院历史研究所研究员。从事中国知青史、1966至1976年上海社会史研究，著有《苦难与风流》、《世运与命运》、《非常与正常》等。